# توماس ستين
توماس ستين هو لاعب هوكي الجليد وسياسي سويدي، ولد في 8 يونيو 1960 في Grums ‏ في السويد. نشط حزبياً في حزب المحافظين الكندي.

## وصلات خارجية
- توماس ستين على موقع دوري الهوكي الوطني (الإنجليزية)
- توماس ستين على موقع قاعة مشاهير الهوكي (لاعب أن.إتش.أل) (الإنجليزية)
- توماس ستين على موقع EliteProspects.com (الإنجليزية)
- توماس ستين على موقع Eurohockey.com (الإنجليزية)
- توماس ستين على موقع HockeyDB.com (الإنجليزية)
- توماس ستين على موقع Hockey-Reference.com (الإنجليزية)
- توماس ستين على موقع قاعة مانيتوبا للمشاهير الرياضية (الإنجليزية)